# Batrisodes simianshanus
Batrisodes simianshanus (лат.) — вид мирмекофильных жуков-ощупников (Pselaphinae) из семейства стафилиниды.

## Распространение
Китай, Chongqing, Simianshan Nature Reserve.

## Описание
Мелкие коротконадкрылые жуки. Длина тела 3,2 мм, длина головы 0,6 мм. Основная окраска красновато-коричневая.  Глаза из примерно 60 фасеток.  Усики 11-члениковые, брюшко из 5 видимых тергитов. Вертлуги короткие, ноги прилегают к тазикам. Надкрылья в базальной части с 3 ямками. Мирмекофилы, ассоциированы с муравьями Aphaenogaster.